# Johann Christoph Alexander von Stosch
Johann Christoph Alexander von Stosch (geb. 3. April 1727 in Lesewitz; gest. 15. Juni 1806 in Ludwigsthal) war ein preußischer Rittmeister und Landrat.

## Herkunft

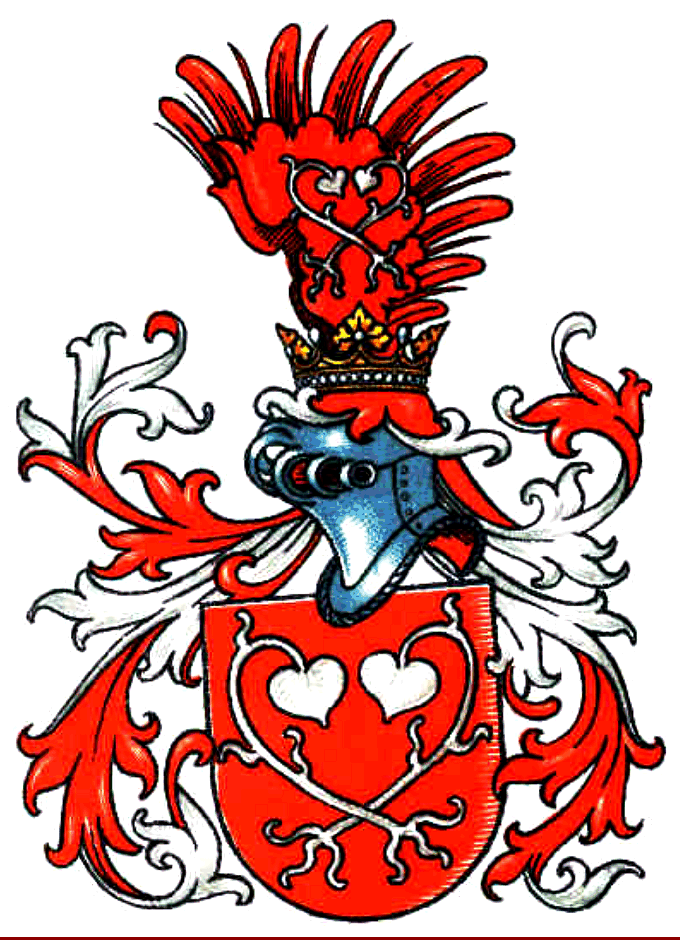
Stammwappen derer von Stosch

Johann Christoph Alexander von Stosch war Angehöriger des schlesischen Adelsgeschlechts Stosch. Er war der Sohn von George Otto von Stosch (* 1697), Erbherr auf Lesewitz, und dessen Ehefrau Henriette Charlotte, geb. von Richthofen.

## Leben
Johann Christoph Alexander von Stosch wurde anfänglich zu Hause bei seinem Onkel von Richthofen unterrichtet. Von 1737 bis 1740 besuchte er das Pädagogium in Halle. 1744 trat er der preußischen Armee bei und wurde Junker im Kürassierregiment von Bornstedt. 1747 wurde er zum Kornett befördert und nahm am Siebenjährigen Krieg teil. Nachdem er einige Verletzungen davongetragen hatte, nahm er im Rang eines Rittmeisters seinen Abschied. Noch Ende 1768 oder im Januar 1769 trat er die Nachfolge von Christoph Heinrich von Dziembowski-Pomian als Landrat des Kreises Lublinitz an, der kurz zuvor verstorben war. Das Amt als Landrat übte er bis zum Jahr 1790 aus, Nachfolger wurde Franz von Blacha.

## Persönliches
Johann Christoph Alexander von Stosch saß auf Pawonkau und starb im Jahr 1806.